# Szczepankowo (Dźwierzuty)
Szczepankowo (deutsch Sczepanken, 1938 bis 1945 Stauchwitz) ist ein Dorf in der polnischen Woiwodschaft Ermland-Masuren. Es gehört zur Gmina Dźwierzuty (Mensguth) im Powiat Szczycieński (Kreis Ortelsburg).

## Geographische Lage
Szczepankowo liegt in der südlichen Mitte der Woiwodschaft Ermland-Masuren, 19 Kilometer nördlich der Kreisstadt Szczytno (deutsch Ortelsburg).

## Geschichte
Das kleine nach 1820 Szczepanken genannte Dorf wurde 1438 gegründet. In diesem Jahr verlieh Heinrich Reuß von Plauen 14 Hufen an Seßke von Mensguth. Ein Jahr später verschrieb Hans von Pfeilsdorf „seinem getreuen Scheppan“ sieben Hufen, und im gleichen Jahr auch seinem Biener Wilhelm sieben Hufen.
Aus diesen Dienstgütern mit noch einem weiteren entstand durch Erbteilung und Verkauf von Einzelgrundstücken ein Freigut. 1615 bewirtschaften in dem Dorf Sczepanken 13 Köllmer insgesamt 40 Hufen.
1874 wurde Sczepanken in den neu errichteten Amtsbezirk Mensguth (polnisch Dźwierzuty) eingegliedert. Er gehörte zum Kreis Ortelsburg im Regierungsbezirk Königsberg (ab 1905: Regierungsbezirk Allenstein) in der preußischen Provinz Ostpreußen.
In Sczepanken befand sich etwa einen Kilometer südlich des Dorfes eine Ziegelei. 1910 zählte das Dorf 303 Einwohner, 1933 waren es 261 und 1939 noch 272. Aufgrund der Bestimmungen des Versailler Vertrags stimmte die Bevölkerung im Abstimmungsgebiet Allenstein, zu dem Sczepanken gehörte, am 11. Juli 1920 über die weitere staatliche Zugehörigkeit zu Ostpreußen (und damit zu Deutschland) oder den Anschluss an Polen ab. In Sczepanken stimmten 204 Einwohner für den Verbleib bei Ostpreußen, auf Polen entfielen fünf Stimmen.
Am 3. Juni (amtlich bestätigt am 16. Juli) 1938 wurde Sczepanken aus politisch-ideologischen Gründen der Abwehr fremdländisch klingender Ortsnamen in „Stauchwitz“ umbenannt.
In Kriegsfolge wurde das Dorf 1945 mit dem gesamten südlichen Ostpreußen an Polen überstellt und erhielt die polnische Namensform „Szczepankowo“. Heute ist es eine Ortschaft im Verbund der Landgemeinde Dźwierzuty (Mensguth, Dorf) im Powiat Szczycieński (Kreis Ortelsburg), bis 1998 der Woiwodschaft Olsztyn, seither der Woiwodschaft Ermland-Masuren zugehörig. Im Jahre 2011 zählte Szczepankowo 109 Einwohner.

## Kirche
Bis 1945 war Sczepanken resp. Stauchwitz in die evangelische Kirche Mensguth in der Kirchenprovinz Ostpreußen der Kirche der Altpreußischen Union sowie in die katholische Kirche Mensguth im damaligen Bistum Ermland eingepfarrt. Heute ist Szczepankowo kirchlich wiederum zu dem nun Dźwierzuty genannten Dorf ausgerichtet: zur katholischen Pfarrei, die jetzt im Erzbistum Ermland liegt, und zu evangelischen Kirche, die nun eine Filialkirche der Pfarrei Pasym (Passenheim) in der Diözese Masuren der Evangelisch-Augsburgischen Kirche in Polen ist.

## Schule
Die in der Zeit Friedrichs des Großen gegründete Schule erhielt 1928/29 ein neues Schulgebäude.

## Verkehr
Die Verkehrsverhältnisse des an der polnischen Landesstraße 57 (ehemalige deutsche Reichsstraße 128) gelegenen Dorfes sind nach wie vor sehr günstig. Eine Anbindung an den Bahnverkehr besteht nicht.

## Persönlichkeit des Ortes

### Aus dem Ort gebürtig
- Jerzy Olech (Georg Ollech; * 3. November 1757 in Sczepanken), deutsch-polnischer lutherischer Theologe, Dichter, Liedsammler, Herausgeber religiöser und weltlicher Schriften sowie  Übersetzer deutscher bzw. polnischer Literatur († 1820)